# 耶烏鎮區
耶烏鎮區為緬甸實皆省瑞波縣的鎮區。2014年人口118,290人，區域面積1,397.5平方公里。耶烏為該鎮區之首府。

## 外部連結
- Maplandia World Gazetteer （页面存档备份，存于） - map showing the township boundary

## 參見

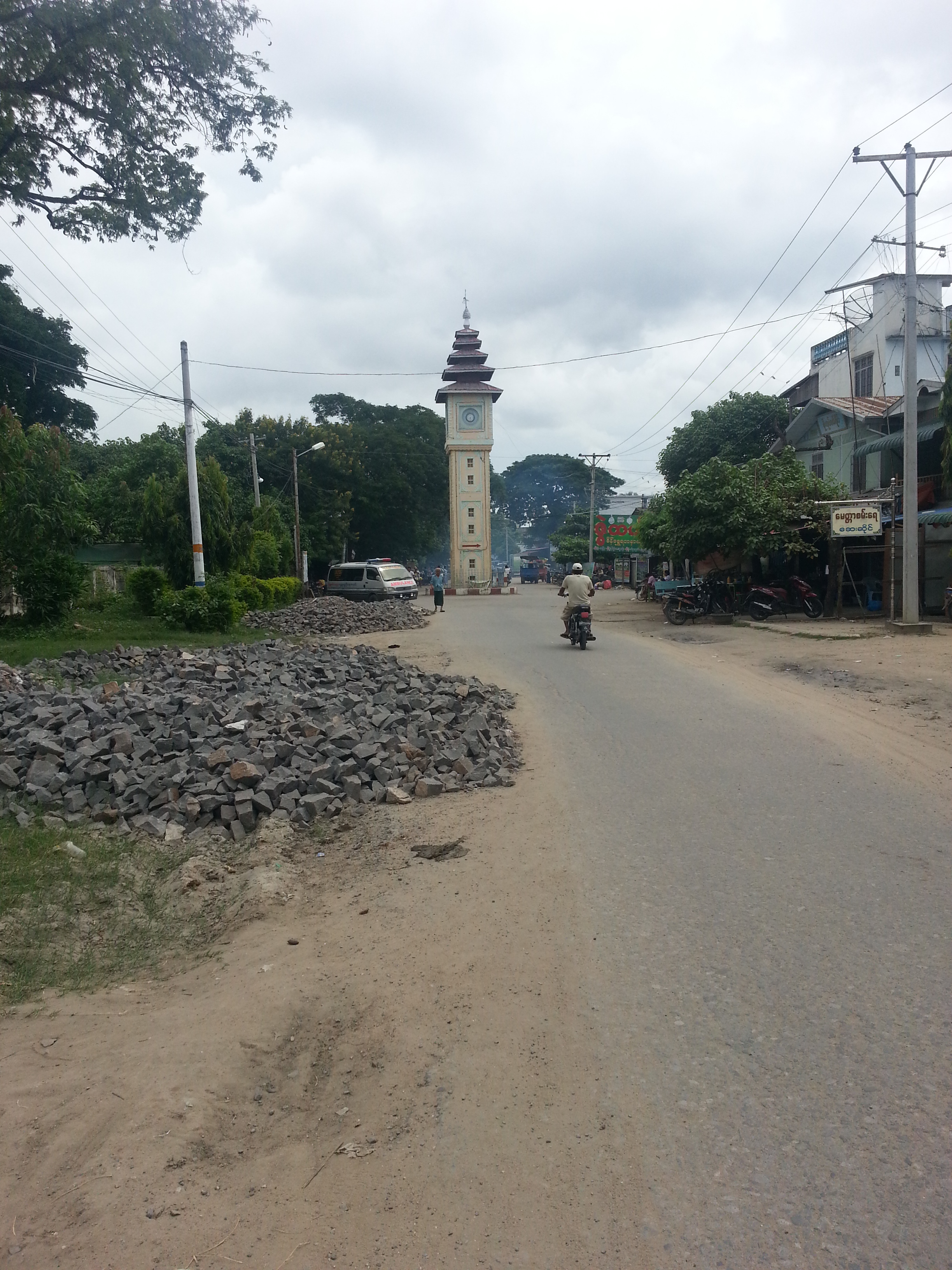
耶烏鎮區中心的鐘樓